# Cho Seung-hui

Một trong những hình mà Cho gửi đến hãng thông tin NBC News

Cho Seung-Hui (Hangul: 조승희, Hanja (Hán tự): 趙承熙, Hán-Việt: Triệu Thừa Hy) là một sinh viên Mỹ gốc Hàn Quốc, người đã gây ra vụ thảm sát tại Đại học Bách khoa Virginia (Virginia Tech) ngày 16 tháng 4 năm 2007. Sáng đó, Cho nổ súng tại trường của mình đang học làm 32 người bị chết và 29 người bị thương trước khi tự sát, trong vụ nổ súng dân sự đẫm máu nhất trong lịch sử Hoa Kỳ.
Cho tự xưng là Seung Cho, theo thứ tự phương Tây, và là công dân Hàn Quốc đang thường trú tại Hoa Kỳ. Cho là sinh viên năm thứ tư tại Virginia Tech, học về văn chương tiếng Anh.

## Gia đình
Đến thời điểm vụ thảm sát, Cho vẫn độc thân. Cho sống một mình trong ký túc xá dù cả gia đình (bố, mẹ và chị đều đang sống và làm việc tại Mỹ)
- Bố: Cho Sung-tae, làm việc tại một tiệm giặt khô ở Manassas, Virginia
- Mẹ: Hyang-im, con của một người chạy tị nạn sang Hàn Quốc trong chiến tranh Triều Tiên. Bà hiện làm việc tại một tiệm giặt do người Hàn Quốc làm chủ ở Haymarket.
- Chị: Sun-kyung, đang làm việc tại văn phòng của Bộ Ngoại giao chuyên trách điều phối viện trợ của Mỹ cho Iraq.

## Sự kiện
Cho Seung-Hui, sinh viên 23 tuổi, người Hàn Quốc, theo cảnh sát Cho đã thực hiện vụ thảm sát sinh viên lớn nhất trong lịch sử Hoa Kỳ hôm thứ Hai, là một người "cô độc", một đặc điểm chung của những kẻ giết người hàng loạt. "Anh ấy rất cô đơn", Larry Hincker, một trong những phó chủ tịch của Đại học Bách khoa Virginia cho biết hôm thứ Ba. Giết chết 33 người vào thứ Hai, bao gồm cả chính Cho, theo chính quyền Cho đã tự sát sau cuộc bắn giết.
Cho là vào năm cuối của Triết học Anh. Một trong những giáo viên của Cho đã nhắc nhở anh về tình trạng đáng lo ngại của một số bài tập văn học, đến mức giáo viên hướng dẫn khuyên anh nên nhận sự giúp đỡ.
Ngoài ra, có rất ít điều cho đến hiện tại người ta biết về chàng sinh viên này, Cho đã đến Hoa Kỳ cùng gia đình vào năm 1992, khi anh 8 tuổi.
Chàng trai trẻ duy trì quốc tịch ban đầu và có "thẻ xanh", một tài liệu cho phép làm việc hợp pháp tại Hoa Kỳ trong một thời gian không xác định.
Gia đình anh sống ở Centerville, một khu dân cư giàu có của tiểu bang Virginia, cách trường Đại học Bách khoa khoảng bốn giờ, trong một khu nhà ở của sinh viên, người đàn ông sống trong cuộc tàn sát đẫm máu.

### Hàng xóm cũng mô tả anh là một linh hồn cô đơn
"Anh rất im lặng, anh luôn ở một mình", Abdul Shash, cư dân của Centerville, nói trong bài phát biểu của The Roanoke Times. Theo Shash, Cho thích chơi bóng rổ và không trả lời khi có ai đó chào đón anh.

### Những kẻ giết người hàng loạt
Nhân vật không tinh vi đó được thấy ở hầu hết những kẻ giết người hàng loạt, Kenna Quinet, giáo sư luật hình sự tại Đại học Indiana Purdue, Indianapolis, nói với EFE.
Điểm thống kê, về vấn đề này, 95% những kẻ giết người hàng loạt là đàn ông, có xu hướng trở thành những cá nhân cô đơn, cảm thấy xa lạ và mặc dù có vẻ ngoài "bình thường", vẫn cảm thấy phẫn nộ.
Quinet chỉ ra rằng họ nói chung là những người "đã trải qua một số mất mát trong một hoặc nhiều lĩnh vực, cho dù đó là một thất bại trong trường học, công việc hoặc tình yêu, và họ không có khả năng để đối phó với sự thất vọng."
Họ cũng có xu hướng nói kế hoạch của mình cho ai đó ngay trước khi thực hiện hành vi, một điều không được biết nếu nó xảy ra trong trường hợp của Cho. Tuy nhiên, tờ báo Chicago Tribune đã đề cập, trong ấn bản của nó vào thứ ba, rằng một ghi chú đã được tìm thấy trong phòng của anh ấy, trong đó anh ấy tuyên bố chống lại "những đứa trẻ giàu có", "suy đồi" và "những kẻ nói dối charlatan" trong khuôn viên trường.
Tờ báo nói rằng Cho đã chết với dòng chữ "Ismail Axe" bằng mực đỏ trên một trong những cánh tay của mình, theo tờ New York Post, có thể đề cập đến một đoạn từ Kinh thánh hoặc Koran.
Về phần mình, Susan Lewis, một bác sĩ tâm thần và chuyên gia về tội phạm học Bệnh viện Tufts New England (Boston) hôm nay cũng giải thích với EFE rằng, mặc dù họ đã xác định được một số đặc điểm, "rất khó để dự đoán bạo lực."
Theo chuyên gia, dấu hiệu tốt nhất là người này đã tham gia vào một hành động bạo lực khác trong quá khứ.
Lewis nhận xét rằng thanh niên Hàn Quốc có thể đã phải chịu đựng những gì cô mô tả là "vết thương lòng tự ái tàn khốc", là kết quả của sự thất vọng trong tình yêu - một trong những giả thuyết được xem xét trong trường hợp này - hoặc một số sự thất vọng khác.

### Tự ái bệnh lý
Những người mắc bệnh mà bác sĩ tâm thần mô tả là "tự ái bệnh lý" có cảm giác nhục nhã và xấu hổ, và cảm thấy căm thù nguyên thủy khi họ nhận ra rằng danh tính của họ đã bị xâm phạm. Trong mọi trường hợp, Lewis thừa nhận rằng loại cá nhân này vẫn còn, ở một mức độ lớn.